# Hans Ranzoni der Ältere
Hans Ranzoni der Ältere (* 18. Oktober 1868 in Wien; † 18. Juni 1956 in Krems an der Donau) war ein österreichischer Maler.

## Leben
Ranzoni war der Sohn Emerich Ranzonis, eines Kunstkritikers, Schriftstellers und Mitarbeiters der Neuen freien Presse.
Er studierte an der Wiener Kunstgewerbeschule sowie an der Akademie der bildenden Künste in Wien und ab Oktober 1891 in München.
Er war 1900 für kurze Zeit Mitglied im Künstlerhaus und gehörte von 1900 bis 1907 dem Hagenbund an.
Im Jahr 1912 erhielt er anlässlich der 37. Jahresausstellung im Wiener Künstlerhaus für sein Ölgemälde der St. Marienkirche in Budweis eine große Goldenen Staatsmedaille. Nach seiner Rückkehr ins Künstlerhaus war Ranzoni 1919 bis 1921 und 1929 bis 1937 dessen Präsident. Während der Periode des Ständestaats gehörte er 1934 bis 1938 dem Bundeskulturrat an und ab 1935 auch dem Kunstbeirat der Stadt Wien.
Von 1944 an lebte er in Dürnstein und setzte sich stark für die bauliche Erhaltung dieses Ortes ein. Sein Werk umfasst überwiegend Genre-, Architektur- und Landschaftsbilder. Ranzoni der Ältere war Mitglied des Wachauer Künstlerbundes.
Im Jahr 1963 wurde in Wien-Favoriten (10. Bezirk) die Ranzonigasse nach ihm benannt.
Sein Sohn Hans Ranzoni der Jüngere (1896–1991) war als Grafiker und insbesondere als Exlibris- und Briefmarkenkünstler bekannt.